# L1NA
Lina Mohammed Samir, känd under artistnamnet L1NA, född 29 augusti 2000, är en svensk rappare och låtskrivare. Hon släppte sin första singel BEKVÄM 2019, och sin första EP MP3 2021.  Hon nominerades i kategorin "Årets hiphop" på Grammisgalan 2022.

## Biografi
Mohammed Samir växte upp i Nyköping.